# Чуваш (значення)
- Чуваш-Карамали (рос. Чуваш-Карамалы, башк. Сыуаш-Ҡарамалы) — село у складі Аургазинського району Башкортостану, Росія.
- Чуваш-Кубово (рос. Чуваш-Кубово, башк. Сыуаш Ҡобау) — село у складі Іглінського району Башкортостану, Росія.
- Чуваш-Карамалинська сільська рада — муніципальне утворення у складі Аургазинського району Башкортостану, Росія.
- Чуваш-Кубовська сільська рада — муніципальне утворення у складі Іглінського району Башкортостану, Росія.
- Чуваш-Шубер, Великий Шу́берь (Чуваш-Шуберь, рос. Большой Шуберь) — присілок в Граховському районі Удмуртії, Росія.
- Чуваш-Голь — озеро в Криму.
- Чуваш-Кой — гора в Криму.